# Call of Duty: Modern Warfare 3
Call of Duty: Modern Warfare 3 је осми део популарне серије игара Call of Duty. Игра је пуцачина из првог лица и завршава причу, која је почета из Call of Duty 4: Modern Warfare, а директно се наставља из Call of Duty: Modern Warfare 2. Развојни тим игре чине Инфинити вард, Слеџхамер гејмс и Рејвен софтвер, а објављивач је Активижн. Игра је пуштена у продају 8. новембра 2011. године.

## Радња
Прича игре се одвија на различитим континентима. Капетани Џон „Соуп“ Мектевиш и Џон Прајс се враћају у игру, заједно са Николајем, руским информатором. Након убиства генерала Шеперда, трагају за Владимиром Макаровим, вођом ултранационалиста, који је главни непријатељ и у овом делу Call of Duty-а. Такође је представљен и низ нових карактера које играч може да контролише, а има и оних које не може. Опет постоје мисије на тлу САД-а, где следе нови напади руских ултранационалиста. Напад се међутим проширио и на простору централне и западне Европе, и полако опасност почиње да прети и по друге делове света. Играч може искусити нове изазове и у Лондону, Паризу, Немачкој, Русији, Химачал Прадешу у Индији, Сомалији, Сијери Леоне и Дубаију.

## Новине
Развојни тим игре је објавио да у игри настаје нови мод: мод преживљавања (енгл. Survival mode), где се један или два играча боре против таласа непријатеља, који су тежи из рунде у рунду. Упоређиван је и са Зомби модом из Call of Duty: World at War, међутим постоје извесне разлике које негирају превелико поређење. Заправо, непријатељи, не користе увек исте заседе или тактике као зомбији у Call of Duty: World at War, већ супротно, користе другачије тактике, и нису увек на истом месту. Ова опција игре је доступна на свим мапама за Мултиплејер опцију. Скупљајући поене, који се постижу убијањем непријатеља, играчи могу узимати нова, боља оружја, муницију, и уопште долази низ побољшања.